# الغورو السيخ
الغورو السيخ (بالإنجليزية: Sikh gurus)‏ هم مؤسسو الديانة السيخية، وعددهم عشرة غورو. أهمهم الغورو ناناك، والغورو أرجان، والغورو رام داس، وغورو جوبيند سينغ هؤلاء الغورو هم الذين صنعوا عملية الهيكلة والبلوَرَة للشخصية السيخية. وما بينهم غورو أثروا في السيخية لكن بتأثير بسيط جدا وخاصة الغورو الثامن الذي هو أصغر غورو للسيخ حيث توفى وهو عنده ثماني سنوات.

## جدول الغور بالترتيب
| الترتيب | الغورو             | تاريخ الميلاد | تاريخ الوفاة |
| ------- | ------------------ | ------------- | ------------ |
| الأول   | الغوروناناك        | (1469)        | (1539)       |
| الثاني  | الغورو أنجاد       | (1504)        | (1552)       |
| الثالث  | الغورو عمار داس    | (1479)        | (1574)       |
| الرابع  | الغورو رام داس     | (1534)        | (1581)       |
| الخامس  | الغوروأرجان        | (1563)        | (1606)       |
| السادس  | الغورو هارجوفيند   | (1595)        | (1644)       |
| السابع  | الغورو هارراي      | (1630)        | (1661)       |
| الثامن  | الغورو هاركريشان   | (1656)        | (1664)       |
| التاسع  | الغورو تاج بهادور  | (1621)        | (1675)       |
| العاشر  | الغورو جوبيند سينغ | (1666)        | (1708)       |

## أهم الغورو
هنالك أهم خمسة غورو أثروا في الديانة السيخية تأثيرا كبيرا جداً بل وهم أهم المؤسسين للسيخية.
- الغوروناناك: مؤسس العقيدة السيخية للربط بين الإسلام والهندوسية.
- الغورو عمار داس: أدخل الطقوس للديانة السيخية من وحول الرسالة من المدن إلى الريف الهندوسية والأعياد، وهو وصاحب قصة الدكات المشهورة لدى السيخ.
- الغورو رام داس: مؤسس مدينة الأرميستار.
- غورو جوبيند سينغ: وهو عمل عملية بلورة كبيرة وهو يعتبر ثالث أهم مؤسس من بعد أرجان وأعماله كثيرة جداً.
- الغورو أرجان: وهو أهم من صنع عملية بلورة للسيخية وأعماله كثيرة أهمها: بناء المعبد الذهبي، وتحليل أكل اللحوم، وتأليف أول كتاب للسيخ وهو الكتاب أدي جرانت.

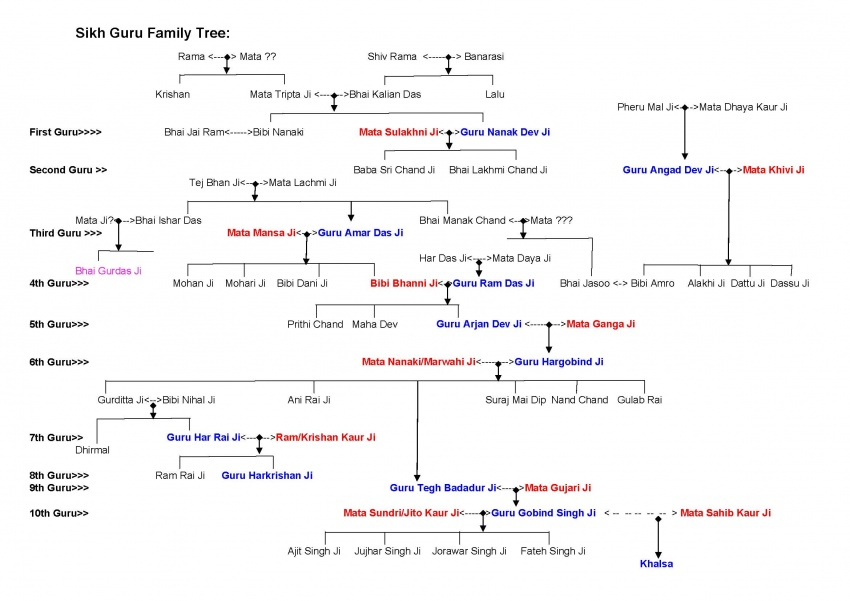
شجرة مؤسسي السيخية (الغورو)